# アントニア・サン・フアン
アントニア・サン・フアン・フェルナンデス (Antonia San Juan Fernández, 1961年3月22日 - ) は、スペイン出身の女優、映画監督、脚本家。

## 来歴
マドリッドのキャバレーで自分のショーを持っていたという。1997年より、小さな役で映画に出演し始め、2002年の『靴に恋して』では主演の座をつかんだ。
『オール・アバウト・マイ・マザー』では体当たりでトランスジェンダーの女性を演じて強烈な印象を残したために、彼女のことをトランスジェンダーの女性だと思う人もいるが、実際はシスジェンダーの女性である。

## 主な出演作品
- Perdona bonita, pero Lucas me quería a mí (1997)
- オール・アバウト・マイ・マザー Todo sobre mi madre  (1999)
- Ataque verbal (1999)
- マノリト・ガフタス Manolito Gafotas (1999)
- Hongos (短編) (1999)
- Sangre ciega (短編) (1999)
- La primera noche de mi vida (1998)
- El grito en el cielo (1998)
- 靴に恋して Piedras  (2002)
- La balsa de piedra (2002)
- Octavia (2002)
- Amnesia (2002)
- Venganza (短編) (2002)
- El rayo (短編) (2002)
- El agua de los ángeles (短編) (2002)
- Un dulce despertar (短編) (2002)
- El pan de cada día (短編) (2000)
- Asfalto (2000)
- 906 (2000)
- Mela y sus hermanas (短編) (2003)
- Te llevas la palma (短編) (2003)
- 238 (短編) (2003)
- Colours (短編) (2003)
- La China (短編) (2005)
- V.O. (短編) (2005)
- La nevera (短編) (2005)
- La maldad de las cosas (短編) (2005)
- El hambre (短編) (2005)
- Un dulce despertar (短編) (2005)
- Un buen día (短編) (2005)
- La caja (2006)
- Palomita mía (短編) (2006)
- La familia española (短編) (2006)
- ¿Infidelidad? (2007)
- La que se avecina (テレビ) (2009-2013)
- A las once (短編) (2009)
- Tú eliges (2009)
- Desechos (2010)
- Del lado del verano (2012)
- Frágiles (テレビ) (2012)
- プラットフォーム El hoyo (2019)